# غريغ مولر
غريغ مولر (29 يناير 1983 في أستراليا - ) (بالإنجليزية: Greg Moller)‏ هو لاعب كريكت أسترالي. لعب مع فريق كوينسلاند للكريكت ‏.

## وصلات خارجية
- غريغ مولر على موقع إي آس بي آن كريك إنفو (الإنجليزية)